# Menologia rústica
Menologia rústica era el nom d'uns almanacs que feien servir els camperols a l'antiga Roma.

## Descripció
Les menologies rústiques contenien la mateixa informació bàsica que un calendari del seu temps, és a dir, els dies que eren fasti(del verb fas,«permetre»), això vol dir: els dies que estava permès fer determinades activitats sense ofendre els déus, però a més contenien informació específica relacionada amb els treballs agrícoles.
Generalment estaven esculpits en pedra i s'exhibien en llocs públics o bé estaven en villes, les residències dels amos de la terra.

## Exemples
S'han trobat dos exemples de menologia rústica, tots dos en diferents dates del segle xvi.
- El Menologium Rusticum Colotianum
- El Menologium Rusticum Vallense

Daten del període entre els anys 19-65 dC o el 36-39 dC. El segon es va perdre un temps després d'haver-lo descobert.

## El Colotianum
Va ser trobat per Angelo Colocci i es conserva al Museu Arqueològic Nacional de Nàpols. Consta de quatre plaques de marbre i devia formar part de la base d'un altar. El text està inscrit en dotze columnes. La informació que conté cada columna és la següent:
- el signe zodiacal del mes
- el nom del mes
- el nombre de dies del mes
- la data de les Nonae
- nombre d'hores diürnes i nocturnes
- la casa astrològica per la qual passarà el sol
- la deïtat tutelar del mes
- les feines agrícoles corresponents
- dies sagrats en què no estava permès treballar.[5]

Van L. Johnson ha plantejat la possibilitat que el fet d'estar dividit en quatre plaques, podria explicar-se perquè potser l'original calendari romà estigués dividit en quatre cicles que podien correspondre a les quatres estacions de l'any.